# Font Bernada

La Font Bernada, respecte del terme de Castellcir

La Font Bernada, de vegades anomenada, erròniament, Font Vernada, és una font del terme municipal de Castellcir, a la comarca del Moianès.
Està situada a 696 metres d'altitud, a la vall del Torrent Mal, a llevant del Camp de vol Les Humbertes i al nord-oest de la Casa Nova del Verdeguer. Dona nom al Sot de Font Bernada, situat al costat de migdia de la font.